# Реджепов, Анна
Анна́ Реджепов (1899 год, Туркестанский край, Российская империя — дата смерти неизвестна, Байрам-Алийский район, Марыйская область, Туркменская ССР) — старший чабан каракулеводческого совхоза «Уч-Аджи» Министерства внешней торговли СССР, Байрам-Алийский район, Марыйская область, Туркменская ССР. Герой Социалистического Труда (1948).

## Биография
Родился в 1899 году в крестьянской семье в одном из сельских населённых пунктов Туркестанского края (на территории современного Байрамалинского этрапа).
Трудовую деятельность начал в раннем детстве. Занимался выпасом овец. После начала коллективизации вступил в совхоз «Уч-Аджи» Байрам-Алийского района. Трудился чабаном. На протяжении двух десятилетий показывал высокие результаты в овцеводстве. За выдающиеся трудовые результаты во время Великой Отечественной войны был награждён медалью «За трудовую доблесть». В послевоенные годы назначен старшим чабаном.
В 1947 году бригада чабанов под руководством Анна Реджепова, обслуживая на начало года отару в 840 овцематок, сдало 94,3 % каракулевых смушек первого сорта от общего числа сданных смушек и в среднем по 105 ягнят к отбивке на каждую сотню овцематок. Указом Президиума Верховного Совета СССР от 15 сентября 1948 года удостоен звания Героя Социалистического Труда за «получение в 1947 году высокой продуктивности животноводства при выполнении колхозом обязательных поставок сельскохозяйственных продуктов и плана развития животноводства по всем видам скота» с вручением ордена Ленина и золотой медали «Серп и Молот».
Этим же Указом званием Героя Социалистического Труда были также награждены директор совхоза «Уч-Аджи» Александр Иванович Трапезников и чабаны Аллаяр Бердыев, Ходжа Нияз Бяшимов, Юсуп Дусембаев, Кочкар Рахмедов, Нурыназар Сеидов, Ахмедьяр Суликбаев и Шалар Чарыев.
Проживал в Байрам-Алинском районе Марыйской области. Дата смерти не установлена.
Награды
- Герой Социалистического Труда
- Орден Ленина
- Медаль «За трудовую доблесть» (08.09.1945)